# Hỏa Tiến
Hỏa Tiến là một xã thuộc thành phố Vị Thanh, tỉnh Hậu Giang, Việt Nam.

## Địa lý
Xã Hoả Tiến cách trung tâm thành phố Vị Thanh 16 km, có vị trí địa lý:
- Phía đông giáp xã Tân Tiến
- Phía tây và phía bắc giáp tỉnh Kiên Giang
- Phía nam giáp huyện Long Mỹ.

Xã Hỏa Tiến có diện tích 23,81 km², dân số năm 2022 là 4.238 người, mật độ dân số đạt 179 người/km².

## Hành chính
Xã Hỏa Tiến được chia thành 5 ấp: Thạnh Thắng, Thạnh Quới 2, Thạnh Hòa 2, Thạnh Xuân, Thạnh An.

## Lịch sử
Ngày 21 tháng 4 năm 1979, Hội đồng Chính phủ ban hành Quyết định số 174-CP về việc thành lập xã Hỏa Tuyến (Hỏa Tiến) trên cơ sở một phần của xã Hỏa Lựu.
Ngày 26 tháng 10 năm 1981, Hội đồng Bộ trưởng ban hành Quyết định số 119-HĐBT về việc chuyển xã Hỏa Tiến thuộc huyện Long Mỹ về huyện Mỹ Thanh mới thành lập quản lý.
Ngày 6 tháng 4 năm 1982, Hội đồng Bộ trưởng ban hành Quyết định số 64-HĐBT về việc đổi tên huyện Mỹ Thanh thành huyện Vị Thanh. Xã Hỏa Tuyến thuộc huyện Vị Thanh.
Ngày 26 tháng 12 năm 1991, Quốc hội ban hành Nghị quyết về việc chia tỉnh Hậu Giang thành tỉnh Cần Thơ và tỉnh Sóc Trăng. Khi đó, Xã Hỏa Tiến, huyện Vị Thanh thuộc tỉnh Cần Thơ.
Ngày 1 tháng 7 năm 1999, Chính phủ ban hành Nghị định số 45/1999/NĐ-CP về việc chuyển xã Hỏa Tiến thuộc huyện Vị Thanh về thị xã Vị Thanh mới thành lập quản lý.
Ngày 26 tháng 11 năm 2003, Quốc hội ban hành Nghị quyết số 22/2003/QH11 về việc chia tỉnh Cần Thơ thành thành phố Cần Thơ trực thuộc trung ương và tỉnh Hậu Giang. Khi đó, xã Hỏa Tiến, thị xã Vị Thanh thuộc tỉnh Hậu Giang.
Ngày 27 tháng 10 năm 2006, Chính phủ ban hành Nghị định số 124/2006/NĐ-CP về việc thành lập xã Tân Tiến trên cơ sở 2.202,12 ha diện tích tự nhiên và 7.089 nhân khẩu của xã Hỏa Tiến.
Sau khi điều chỉnh địa giới hành chính, xã Hoả Tiến còn lại 2.380,74 ha diện tích tự nhiên và 4.255 người.
Ngày 23 tháng 9 năm 2010, Chính phủ ban hành Nghị quyết số 34/NQ-CP về việc thành lập thành phố Vị Thanh thuộc tỉnh Hậu Giang. Xã Hỏa Tiến trực thuộc thành phố Vị Thanh.